# Fons Vergote
Fons Vergote (Roeselare, 12 februari 1944 - 26 november 2017) was een Belgisch politicus.

## Levensloop
Vergote was beroepshalve financieel directeur en was leraar aan de vormingsinstituten van Roeselare, Kortrijk en Ieper.
Hij werd lid van de PVV, die in 1992 hernoemd werd naar VLD. Voor deze partij was hij van 1989 tot 2000 gemeenteraadslid van Ardooie.
Ook in de nationale politiek was Vergote actief. Van 1991 tot 1995 was hij lid van de Kamer van volksvertegenwoordigers voor de kieskring Roeselare-Tielt. In de periode januari 1992-mei 1995 had hij als gevolg van het toen bestaande dubbelmandaat ook zitting in de Vlaamse Raad. Daarna zetelde hij van 1995 tot 1999 in de Belgische Senaat als gecoöpteerd senator. Van 1995 tot 1997 was hij plaatsvervangend lid van de Raadgevende Interparlementaire Beneluxraad.